# 좋은 친구들 (텔레비전 프로그램)
《좋은친구들》은 1994년 4월 24일부터 2003년 4월 13일까지 SBS에서 방송되었던 텔레비전 버라이어티 프로그램이다.

## 역사
1994년 4월 24일에 첫 방송을 시작한 이 프로그램은 초기에는 콩트 코미디 프로그램으로 구성되었으나, 1997년 이후에는 버라이어티 형식으로 변경되었다. 1998년 10월 25일부터 메인 MC로 활동하던 박수홍은 개인적인 사정으로 인해 2002년 가을 개편 시 하차하였으며, 그 해 봄부터 방영된 MBC의 《신비한 TV 서프라이즈》의 영향으로 시청률이 점차 하락하였다. 이러한 흐름 속에서 프로그램은 2003년 봄 개편을 통해 종영되었다.

## 역대 MC
- 최양락, 이봉원: 1994년 4월 24일~1995년 10월 22일
- 최양락, 정원관: 1995년 10월 29일~1996년 5월 19일
- 최양락, 남희석: 1996년 5월 26일~1998년 10월 18일
- 박수홍, 남희석: 1998년 10월 25일~1999년 10월 17일
- 박수홍, 주영훈: 1999년 10월 31일~2000년 10월 22일
- 박수홍, 홍경민: 2000년 10월 29일~2001년 6월 17일
- 박수홍, 강병규: 2001년 6월 24일~ 2002년 3월 31일
- 박수홍, 김진수: 2002년 4월 7일 ~ 2002년 10월 27일
- 심현섭, 이태식, 박성호, 황승환, 김숙: 2002년 11월 3일~2003년 1월 19일
- 남희석, 강병규: 2003년 1월 26일 ~ 2003년 4월 13일

## 역대 패널
- 김현철
- 이성미
- 전유성
- 컨츄리 꼬꼬
- 염경환
- 지상렬
- 박명수
- 송은이
- 정성화
- 임현식 외 다수

## 역대 코너

### 비교체험 극과 극
하나의 주제를 다루면서 최고급과 최저급을 비교 탐험하는 코너였다.

### 기막힌 대결
패널들이 여러 팀으로 나뉘어 그 누구도 상상할 수 없는 대결을 펼치는 코너였다.

### 사랑학 개론
연예인이 실제로 겪은 사랑이야기를 재구성한 코믹드라마 코너였다

### 심리학 개론 흑과백
박수홍과 정웅인이 흑과 백으로 나뉜 심리드라마로
정웅인의 유행어 '감잡았어'가 나왔던 코너였다.

### 그 외
- 제3의 사나이
- 불멸의 우리가요
- 뮤직 스테이션
- 좋은친구들 모여라
- 요리 특공대
- 박명수의 습격사건
- 전유성을 웃겨라
- 말해줘 제발
- 헐리웃 통신
- 벽을 넘어서
- 월드컵을 잡아라
- 시민다이얼 6185
- 콩깍지 웅변대회
- 백수열전
- 팔도회화
- 전통놀이 한마당
- 인터렉티브 드라마
- 황당 공화국
- 함께합시다
- 스타따라잡기
- 3.4cm를 잡아라
- 도전만화대왕
- 알뜰 스포츠
- 아름다운 집
- 개그출동 119
- 황당인터뷰
- 영재따라잡기
- 바른 생활 사나이
- 좋은친구들 캠페인
- NG열전
- 막무가내 패션쇼

## 네트워크 방송사
- 2011년 10월 10일부터 개칭한 G1의 경우, 방송 당시 GTB 강원민방 명칭을 2011년 10월 9일까지 표기하였다.

| 방송 권역      | 방송사 | 비고            |
| -------------- | ------ | --------------- |
| 수도권         | SBS    | 프로그램 제작국 |
| 부산·경남      | KNN    | 1995년부터 시작 |
| 대구·경북      | TBC    | 1995년부터 시작 |
| 대전·충남·세종 | TJB    | 1995년부터 시작 |
| 광주·전남      | kbc    | 1995년부터 시작 |
| 울산           | ubc    | 1997년부터 시작 |
| 전북           | JTV    | 1997년부터 시작 |
| 충북           | CJB    | 1997년부터 시작 |
| 강원           | G1     | 2001년부터 시작 |
| 제주           | JIBS   | 2002년부터 시작 |

## 기타 사항
참고로 개그맨 박준형은 전유성을 웃겨라라는 코너를 통해 연예계에 입문했다.

## 결방
- 1995년 5월 14일 - <민방의 새바람, 전국을 하나로> 1부 편성[2]
- 1995년 7월 2일 - 앙코르 드라마 <이웃사촌> 2부 편성
- 1995년 8월 6일 - 오전 10시부터 여름특집 <SBS 갯벌축제> 1~2부 편성[3]
- 1995년 10월 1일 - 오전 10시부터 건국 47주년 《국군의 날》 기념식 편성
- 1995년 11월 12일 - 낮 1시부터 《슈퍼게임》 중계 편성에 따라[4] 《일요명화》 가 오전 11시로 이동하여 결방
- 1995년 12월 3일 - 뉴스 특보 편성
- 1999년 10월 24일 - <춘천마라톤> 중계 편성[5]
- 2000년 8월 13일 - <WBA 세계 헤비급 챔피언 결정전> 중계 편성
- 2000년 9월 17일 - 9시 50분부터 올림픽 중계 편성